# Фейт Черотіч
Фейт Черотіч (англ. Faith Cherotich, нар. 13 липня 2004) — кенійська легкоатлетка, яка спеціалізується у бігу з перешкодами.

## Спортивні досягнення
Чемпіонка світу серед юніорів у бігу на 3000 метрів з перешкодами (2022).
Бронзова призерка чемпіонату світу з бігу на 3000 метрів з перешкодами (2021).